# 材木岩公園

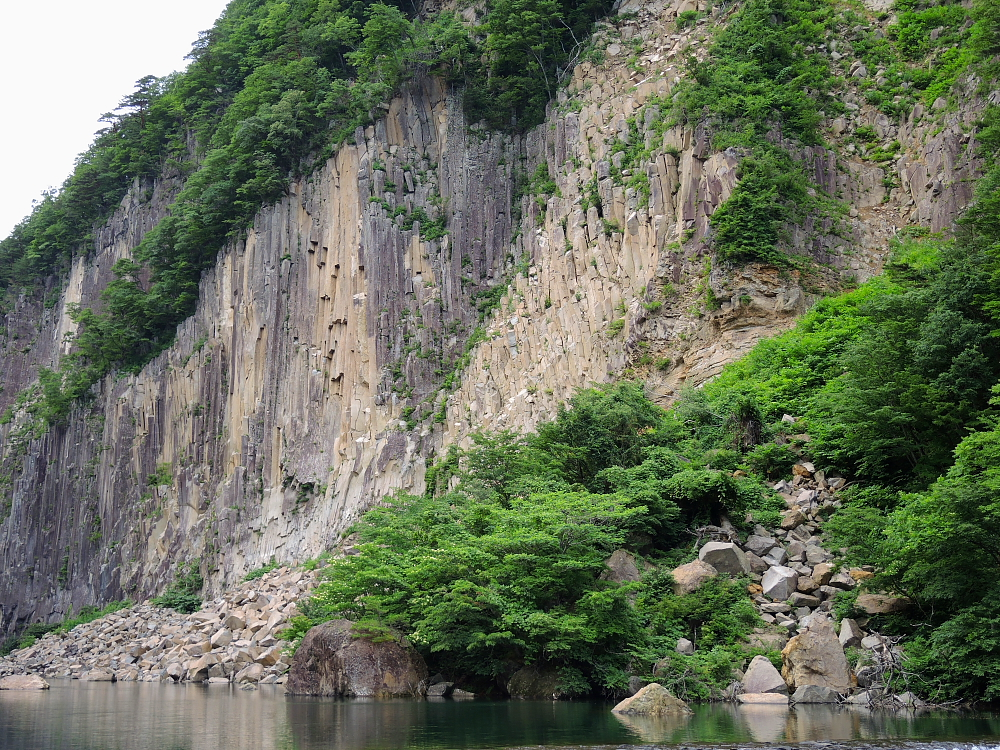
小原の材木岩

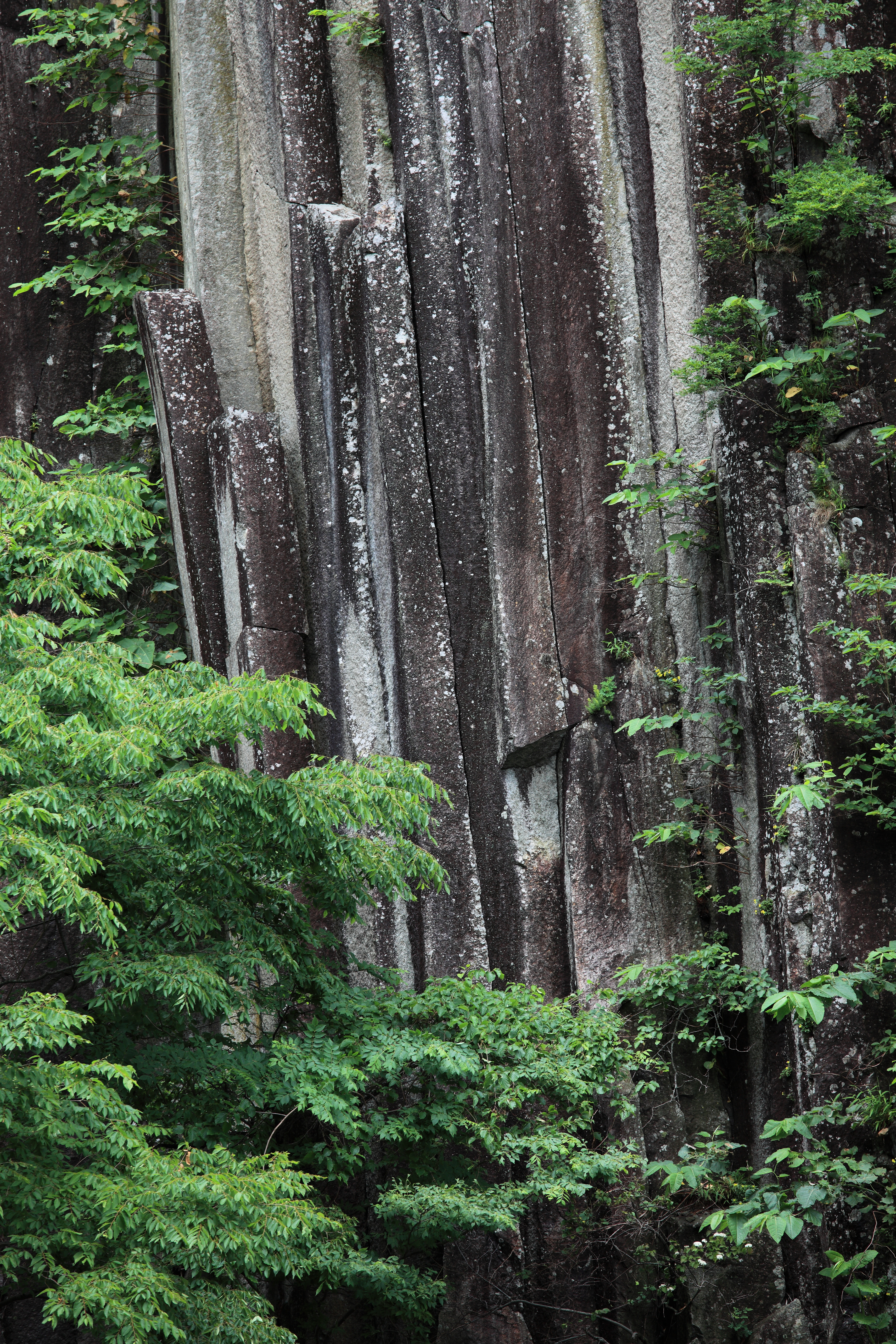
小原の材木岩（拡大）

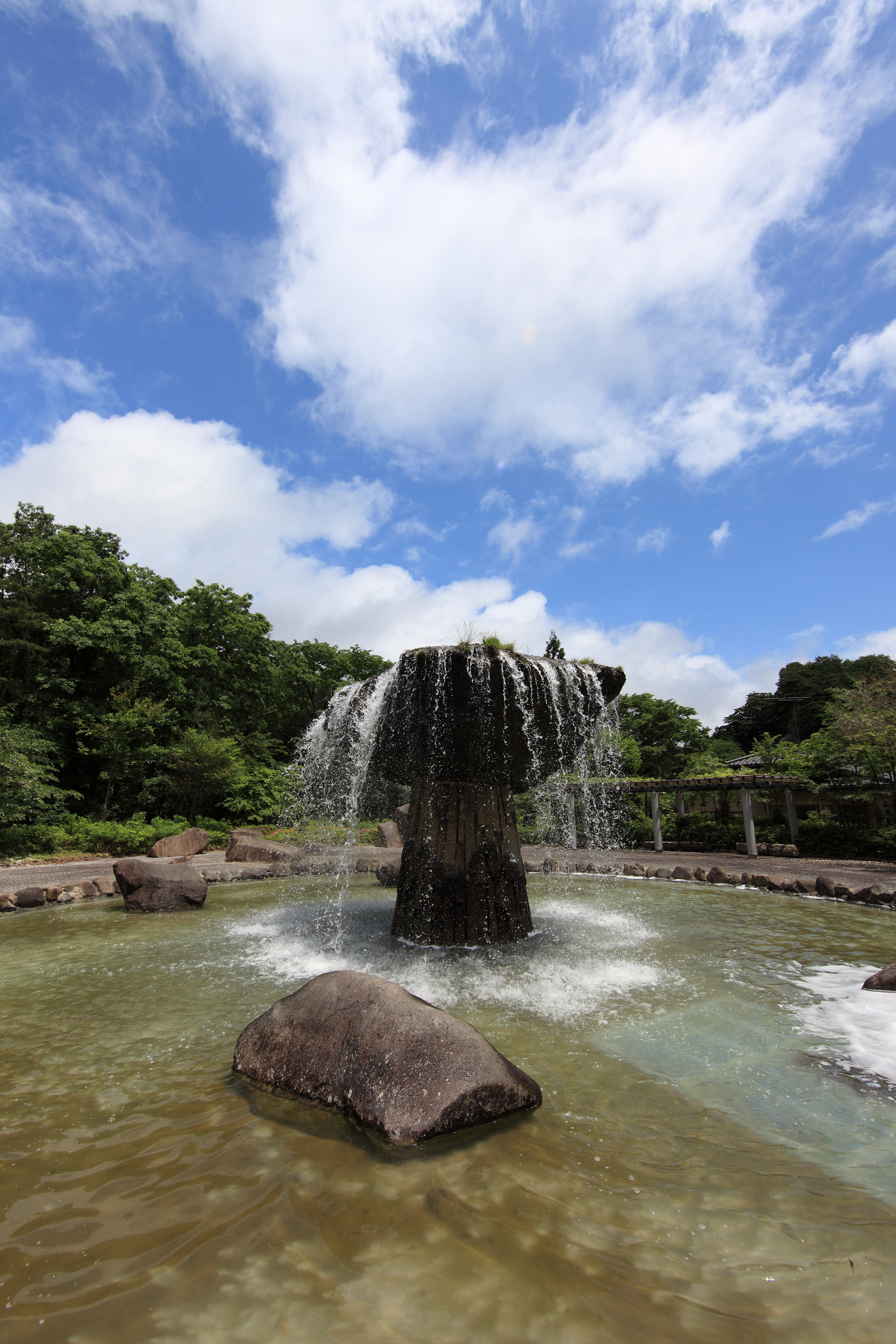
材木岩公園の象徴的な噴水

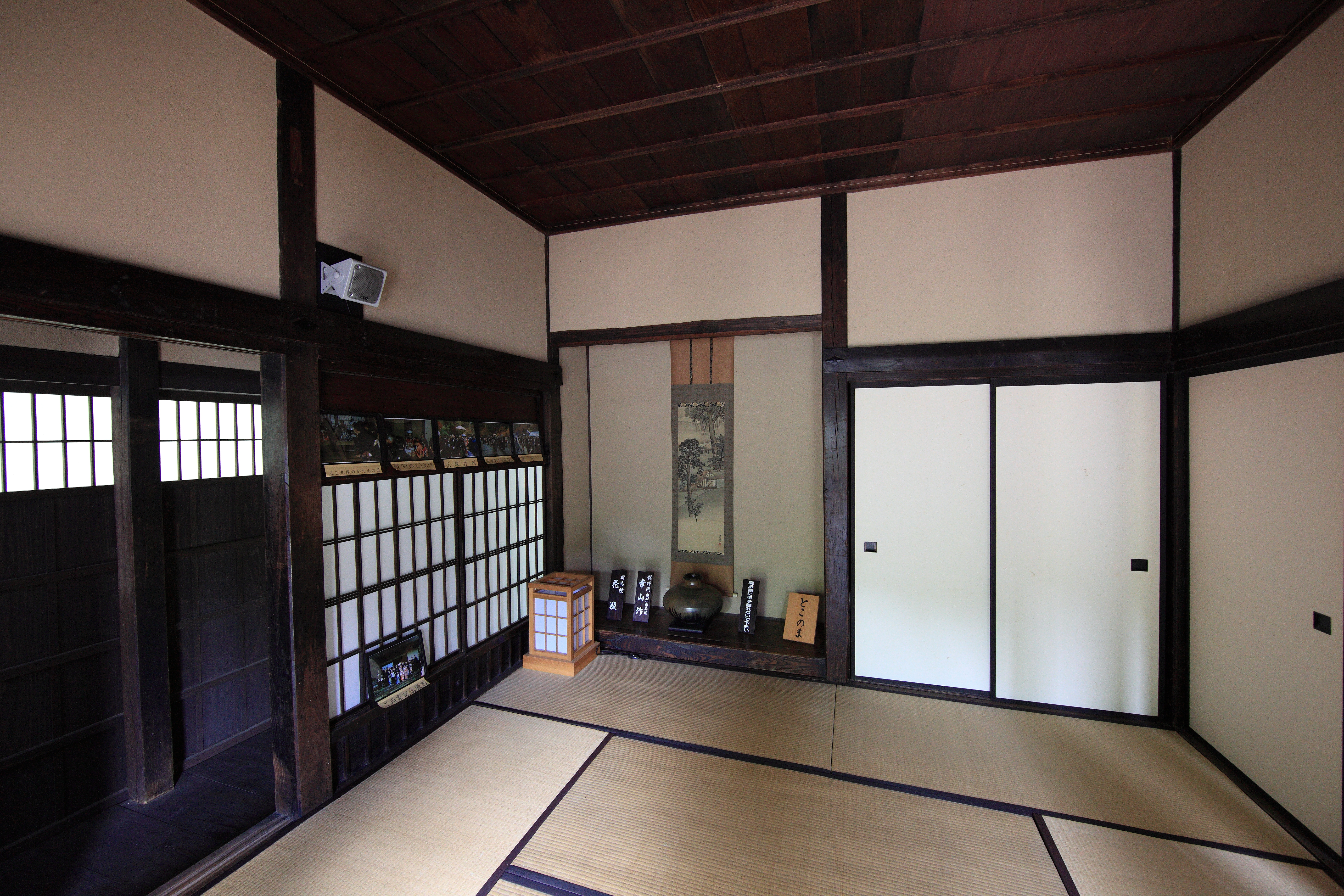
白石市指定有形文化財である検断屋敷の床の間

材木岩公園（ざいもくいわこうえん）は、宮城県白石市にある公園。名前の由来は、すぐ側にある小原の材木岩から。

## 概要
白石市と七ヶ宿町の境付近（七ヶ宿ダム下流）にある水と、渓谷の岩をテーマにした公園。側には公園の名前の由来にもなっている小原の材木岩があり、材木岩・水と石との語らいの公園として親しまれている。休憩所などもある。
近くには虎岩（岩石が虎の縞模様に見えることが由来）が存在し、それに伴い造られた虎岩公園などもある。

## 施設概要
- 噴水
- 親水路
- パーゴラ
- 検断屋敷木村家住宅
- 農家レストラン
- 直売所
- 売店
- 釣堀
- 水洗トイレ
- 障害者用トイレ
- 駐車場（小型車79台、大型車8台）

## 周辺
- 宮城県道・福島県道46号白石国見線
- 国道113号
- 白石川
- 七ヶ宿ダム
- 道の駅七ヶ宿